# 丹尼爾·彼得
丹尼爾·彼得（Daniel Peter，1836年3月9日—1919年11月4日）是一位瑞士巧克力製作人，于1875年或76年發明了牛奶巧克力。 

## 生平
彼得最初是他家鄉瑞士韦威的一個蠟燭製作商，但後來由於油燈的發明而失業。
1857年，他想到了製作牛奶巧克力的點子，但由於無法除掉牛奶中的水分（會導致發黴）而屢次失敗。後來他加入了亨利·内斯特（雀巢創始人）的公司，并最終成功推出了牛奶巧克力。